# Хини, Сара
Са́ра Хи́ни (англ. Sarah Heaney; 1970, Ирландия) — британская журналистка и телеведущая.

## Биография
Сара Хини родилась 28 ноября 1970 года в Ирландии, но позже она переехала в Шотландию (Великобритания), где и начала свою карьеру.
Она начала свою телевизионную карьеру с «Live TV» в качестве репортера, а затем ушла на «S2 Live» на ныне несуществующей «SMG» цифрового канала «S2».
С мая 2005 года Сара замужем за дизайнером ювелирных изделий Эдом Адамсом. У супругов есть два сына — Эдвард Уильям Адамс (род. в июле 2006) и Уильям Николсон Адамс (род.23.05.2008).